# Descenderie

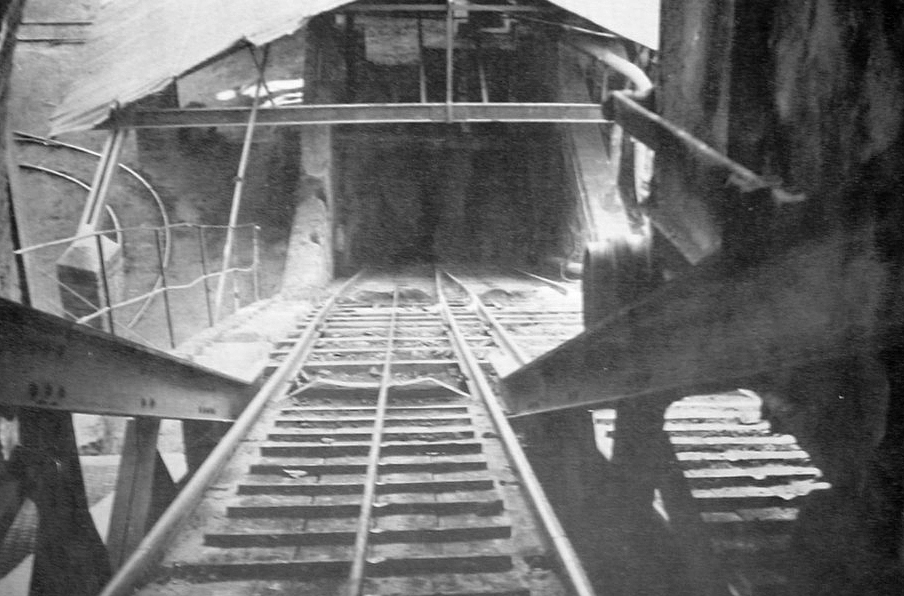
Descenderie à la mine des Télots (France), mi-XXe siècle.

Une descenderie (ou fendue) est une galerie de mine ou un puits incliné qui permet un accès aux travaux miniers (généralement de faible profondeur) depuis la surface.
Elle peut être équipée d'un treuil à traction directe ou d'un chevalement spécifique avec machine d'extraction.
Ce nom peut également être donné à une galerie principale (descendante) ne débouchant pas à la surface mais desservant un quartier de mine.